# Carpinese
La Carpinese è una varietà coltivata (cultivar) di castagno tipica dell'appennino settentrionale e della Corsica. La varietà è nota, almeno dal XVIII secolo, per la sua alta qualità ed è utilizzabile sia per il consumo fresco che per la produzione di farina. 

## Descrizione
Il disciplinare di produzione descrive le principali caratteristiche della cultivar: 
(disciplinare di produzione, art. 3.)

## Aree tradizionali di coltivazione
In Italia la Carpinese è coltivata tradizionalmente nelle seguenti province ed aree:

### Liguria
- Genova: comuni al confine con la provincia della Spezia
- Spezia: Val di Vara

### Toscana
- Massa-Carrara: Val di Magra, Alpi Apuane di Massa e Carrara
- Lucca: Garfagnana, Versilia, Media Val di Serchio, Lucchesia
- Pistoia: Val di Nievole, Montagna Pistoiese
- Pisa: Val di Cecina
- Livorno: isola d'Elba
- Grosseto: Colline Metallifere
- Firenze
- Prato

### Emilia-Romagna
In maniera puntiforme nelle province di Bologna, Modena, Reggio nell'Emilia e Parma